# Chanonat

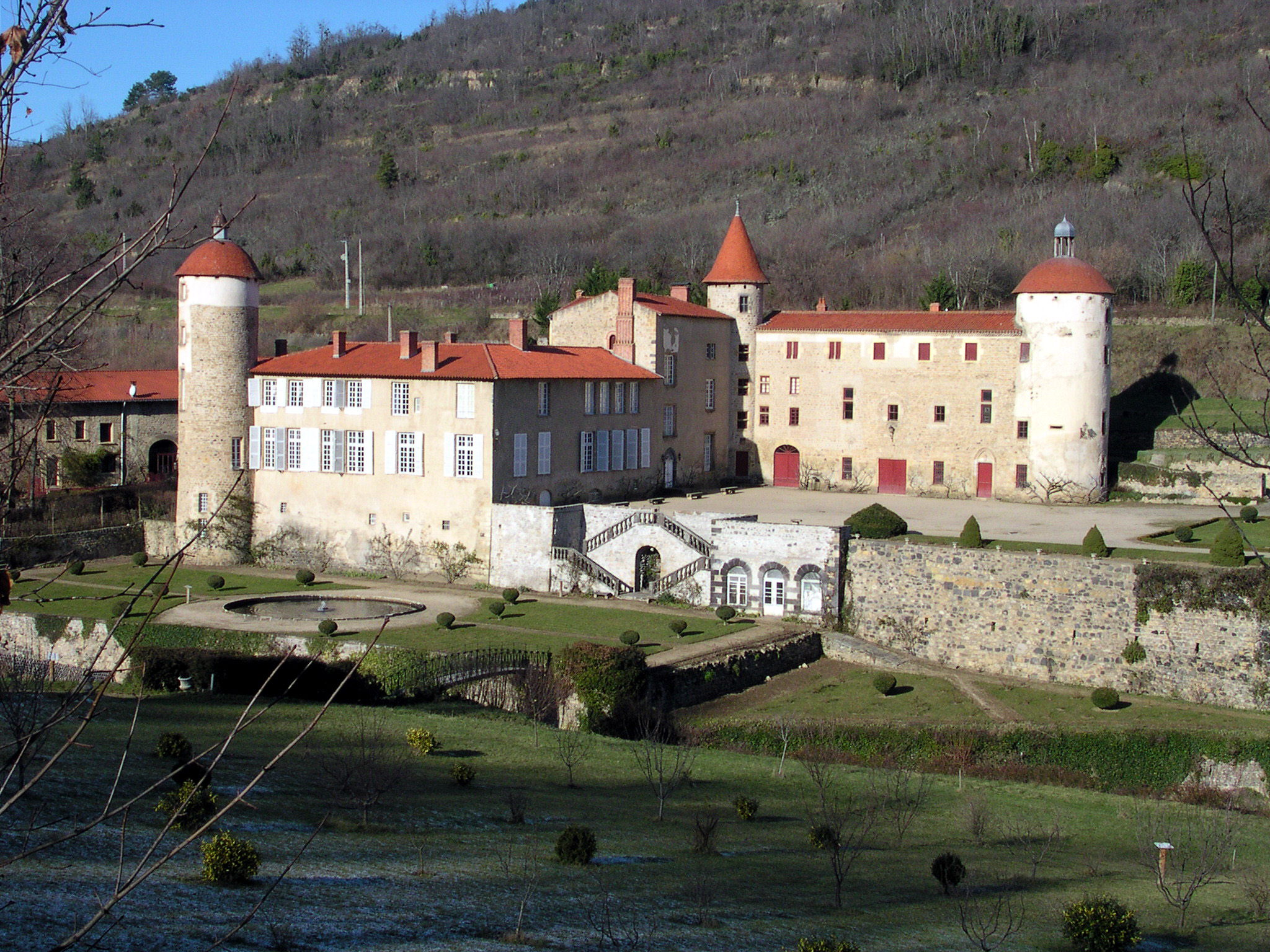
Slottet Batisse

Chanonat är en kommun i departementet Puy-de-Dôme i regionen Auvergne-Rhône-Alpes i centrala Frankrike. Kommunen ligger i kantonen Saint-Amant-Tallende som tillhör arrondissementet Clermont-Ferrand. År 2022 hade Chanonat 1 715 invånare.

## Befolkningsutveckling
Antalet invånare i kommunen Chanonat
| Referens: INSEE |